# Cineclub Vrijheidsfilms
Cineclub Vrijheidsfilm (1966-1999) was een filmbedrijf dat in november 1966 werd opgericht door At van Praag en Bertus Hendriks. Cineclub produceerde en distribueerde films over bevrijdingsbewegingen van over de hele wereld.

## Oprichting
At van Praag maakte zijn eerste politieke film over de Leidse professor Jan Bastiaans. Als freelancer maakte hij documentaires en films gedurende de vroege jaren 60. Van Praag, de Algemene Studenten Vereniging Amsterdam (ASVA) en anderen organiseerden in 1966 een filmvoorstelling van politieke films in de nieuwe RAI. Een van de getoonde films was Rush of Judgement van Mark Lane. Meer dan 1500 gasten kwamen naar de voorstelling. De voorzitter van de ASVA was Bertus Hendriks, een journalist. Van Praag en Hendriks werden in datzelfde jaar de oprichters van Cineclub Amsterdam. De oprichting diende als protest tegen de filmcensuur die politieke films over bijvoorbeeld de Vietnam oorlog verbood.
Een van de eerste films die geproduceerd werd door Cineclub was De Maagdenhuisfilm in 1969. Deze film was gemaakt in samenwerking met studenten van de filmacademie. Deze film riep tot solidariteit op met de studentenrevolutie van mei 1968 in Frankrijk.

## De jaren 70
In de vroege jaren 70 worstelde Cineclub met geldgebrek. Desondanks werden in veel steden nieuwe takken van Cineclub opgericht. De productiviteit lag hoog. Naast de productie en verspreiding van films, was Cineclub actief in het organiseren van protestacties. Er ontstonden hechte netwerken met oppositionele actiegroepen zoals de anti-kernenergiebeweging, de Landelijke Organisatie van Surinamers in Nederland (LOSON), de Frente Revolutionario Antifascista y Patriota (FRAP), het Pan Africanistisch Congres van Azania (PAC) en vele anderen.
Ieder jaar organiseerde Cineclub de Vrijheidsweken en later de Vrijheidsmaanden. Deze activiteiten droegen bij aan de landelijke bekendheid van Cineclub. Cineclub gaf ook een voorlichtingsblad uit genaamd de Vrijheidskrant.
In 1978 bracht Cineclub de film Vrouwen van Suriname uit, geregisseerd door At van Praag in samenwerking met LOSON, met camerawerk door Hans Schellinkhout, commentaar van Nadia Tilon, en adviezen van journalist Bram Behr. Dit was de eerste documentaire opgenomen in de Surinaamse taal. Vrouwen van Suriname werd niet uitgezonden door de IKOR vanwege een passage over de koloniale uitbuiting van Suriname en Paleis Soestdijk. Van Praag weigerde de passage aan te passen. Er volgde een kort geding dat Cineclub verloor.

## De jaren 80
Cineclub en het Azania Komitee startten in 1986 een actie om de Sharpeville Zes vrij te krijgen. Vanuit Cineclub werd de film Izwe Lethu - Het land is van ons gemaakt. Van Praag had contact met de leider van de PAC, Johnson Mlambo, die in Duitsland in ballingschap leefde. De Zes werden vrijgelaten in 1988.
Midden jaren 80 ging Cineclub over op filmdistributie op video. Na de dood van At van Praag werden de activiteiten langzaam afgebouwd.

## Films (selectie)
- Albanië, een reportage over een socialistich land (1966)
- De Maagdenhuisfilm (1969)
- Buurtstrijd, onze strijd (1974)
- Vrouwen van Suriname/Oema foe Sranan (1978)[3]

## Erfgoed
Een grote collectie films en het archief van Cineclub is toegankelijk voor onderzoek in het Internationaal Instituut voor Sociale Geschiedenis.